# Asilo de Santa Cristina
El asilo de Santa Cristina fue un asilo fundado en el año 1895, se encontraba en los aledaños de la Ciudad Universitaria de Madrid, el edificio fue destruido durante la batalla de la Ciudad Universitaria acaecida en 1936 (batalla incluida dentro de la defensa de Madrid). Tras la guerra civil española no fue reconstruido ninguno de los elementos que componían el asilo y finalmente fue dinamitado con el objeto de despejar la zona. En la actualidad solo se conserva una imagen de la Virgen que se encontraba en el interior de la iglesia del asilo, en un templete ubicado en la misma situación que ocupaba anteriormente el asilo.

## Historia

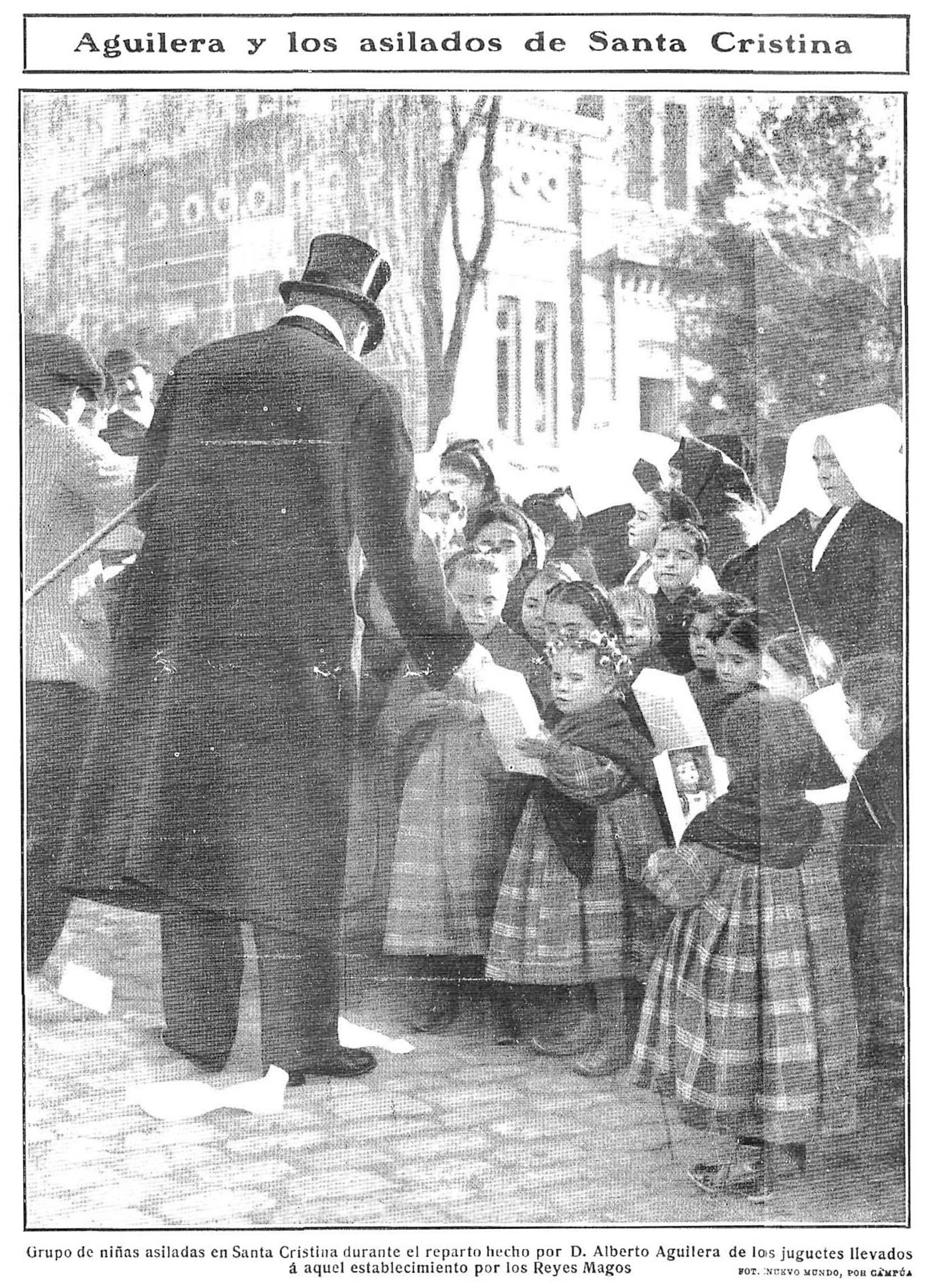
Alberto Aguilera entregando regalos a niños asilados en el centro, fotografía de Campúa en Nuevo Mundo (Día de Reyes, 1910).

El asilo fue una propuesta del gobernador de Madrid Alberto Aguilera y Velasco. El edificio y sus treinta pabellones fueron diseñados por los arquitectos Belmás y Mathet, sus dependencias se ubicarían en amplio terreno en Moncloa. Las obras se iniciarían en 1894 y finalizaron el 18 de abril de 1895. El nombre dado al Asilo de Santa Cristina bajo la advocación de una santa cuyo nombre llevaba la reina regente María Cristina. El edificio estuvo a cargo de las Hermanas de la Caridad. En sus momentos de máxima afluencia, durante la primera década del siglo XX se llegaba a atender a una afluencia de setecientos pobres diarios. Cuando llevaba un largo periodo de varias décadas en régimen de asilo se proyectó por Real Decreto de 17 de mayo de 1927 la Ciudad Universitaria.  

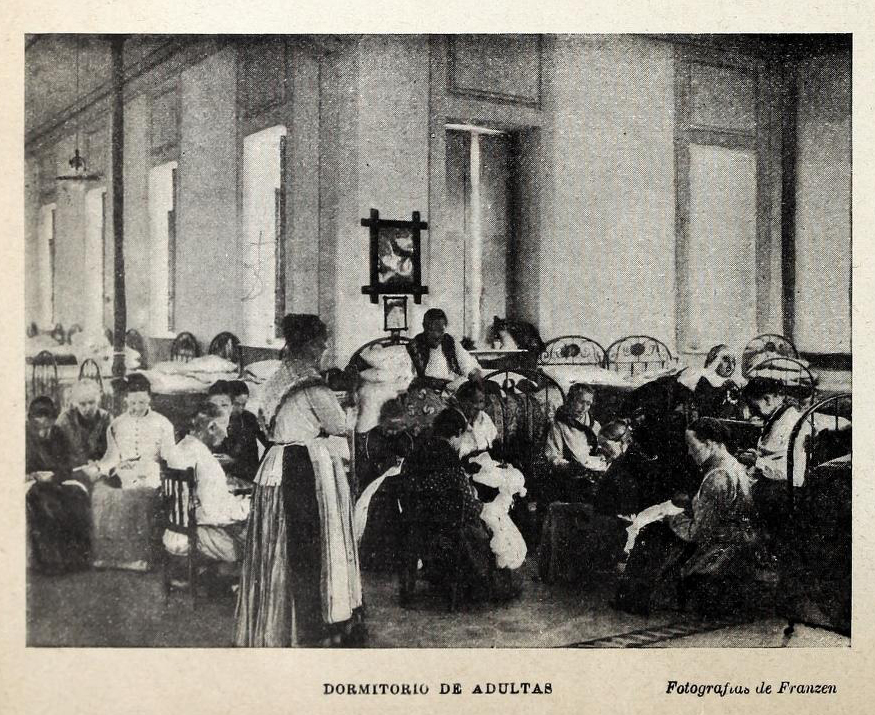
Dormitorio de adultas

El día 15 de noviembre las tropas del general Varela entran por el Puente de los Franceses y logran abrir una brecha en la defensa de Madrid que convierte a la Ciudad Universitaria en un campo de batalla muy intenso. La lucha por avanzar hasta el Hospital Clínico de San Carlos convierte al edificio del asilo en lugar de combate y de residencia de tropas. El día 17, las tropas de Asensio ocuparon el Asilo de Santa Cristina y atacaron el Clínico, donde se libró una lucha encarnizada planta por planta. Al comienzo el edificio era lugar de refugio de las tropas de Buenaventura Durruti y posteriormente al avanzar el frente fue parapeto de tropas republicanas, el intenso bombardeo realizado sobre la zona el 18 y 19 hizo retroceder el frente y el edificio quedó en manos de las tropas de Asensio. Durante este periodo el edificio quedó muy dañado. Al finalizar la guerra se rehabilitó la zona en el Parque del Oeste y el Hospital Clínico fue reconstruido, juntamente con otros edificios de la Ciudad Universitaria, después de 1940. Los daños sufridos durante la época de la guerra hacía impracticable un rescate del mismo y es finalmente demolido.

## Características
Se encontraba compuesto de una iglesia y diversos pabellones. Cada uno de ellos se dedicaba a diversos servicios de asilo, de esta forma se daba cobijo a hombres, niños, mujeres, ancianos, etc. Aunque era un espacio para colegios, talleres, etc 